# Österreichische Alpine Skimeisterschaften 1934
Die Österreichischen Alpinen Skimeisterschaften 1934 fanden am 24. und 25. März am Schneeberg in Niederösterreich statt. Die Abfahrtsstrecke führte von der Fischerhütte über den Kuhschneeberg zur Trenkwiese. Im Slalom wurden erstmals bei einem Rennen des Österreichischen Skiverbandes (ÖSV) hohe Slalomstangen statt niedriger Fähnchen zur Markierung der Tore verwendet, da die Torrichter zunehmend Probleme hatten, das korrekte Durchfahren eines Tores festzustellen. Die Slalomstangen erwiesen sich als zielführend und waren ab der nächsten Saison bereits für alle ÖSV-Rennen vorgeschrieben.

## Herren

### Abfahrt
| Platz | Name             | Zeit       |
| ----- | ---------------- | ---------- |
| 1     | Peter Radacher   | 6:16,0 min |
| 2     | Markus Maier     | 6:23,0 min |
| 3     | Siegfried Engl   | 6:37,8 min |
| 4     | Hans Hauser      | 6:39,0 min |
|       | Harald Bosio     | 6:39,0 min |
| 6     | Hellmuth Schmied | 6:40,2 min |
| 7     | Hannes Schroll   | 6:43,4 min |
| 8     | Norbert Staic    | 6:55,0 min |
| 9     | Gustl Krenn      | 7:02,4 min |
|       | Fritz Bockemayer | 7:02,4 min |

Datum: 24. März 1934

Ort: Schneeberg

Strecke: Fischerhütte – Kuhschneeberg – Trenkwiese

Streckenlänge: 5,5 km

Höhenunterschied: 750 m

### Slalom
| Platz | Name             | Zeit       |
| ----- | ---------------- | ---------- |
| 01    | Hannes Schroll   | 2:06,7 min |
| 02    | Markus Maier     | 2:10,7 min |
| 03    | Harald Bosio     | 2:11,0 min |
| 04    | Peter Radacher   | 2:12,2 min |
| 05    | Hans Hauser      | 2:13,8 min |
| 06    | Karl Novosansky  | 2:19,5 min |
| 07    | Johann Zenz      | 2:25,7 min |
| 08    | Heinz Beer       | 2:26,2 min |
| 09    | Fritz Bockemayer | 2:31,1 min |
| 10    | Hubert Kotschy   | 2:31,5 min |

Datum: 25. März 1934

Ort: Schneeberg

### Kombination
| Platz | Name             | Punkte |
| ----- | ---------------- | ------ |
| 01    | Peter Radacher   | 97,925 |
| 02    | Markus Maier     | 97,565 |
| 03    | Hannes Schroll   | 96,610 |
| 04    | Harald Bosio     | 95,455 |
| 05    | Hans Hauser      | 94,440 |
| 06    | Hellmuth Schmied | 88,740 |
| 07    | Karl Novosansky  | 87,170 |
| 08    | Fritz Bockemayer | 86,435 |
| 09    | Johann Zenz      | 83,840 |
| 10    | Heinz Beer       | 82,355 |

## Damen

### Abfahrt
| Platz | Name                   | Zeit        |
| ----- | ---------------------- | ----------- |
| 01    | Emmy Ripper            | 07:42,2 min |
| 02    | Gerda Paumgarten       | 08:02,0 min |
| 03    | Paula Wiesinger (ITA)  | 08:08,2 min |
| 04    | Else Solleder          | 08:26,6 min |
| 05    | Helen Blane (GBR)      | 08:30,8 min |
| 06    | Käthe Lettner          | 08:37,2 min |
| 07    | Grete Weikert          | 09:07,8 min |
| 08    | Jeanette Kessler (GBR) | 09:11,2 min |
| 09    | Terry Kuhnert          | 09:37,0 min |
| 10    | Luise Holzmann         | 10:21,2 min |

Datum: 24. März 1934

Ort: Schneeberg

Strecke: Fischerhütte – Kuhschneeberg – Trenkwiese

Streckenlänge: 5,5 km

Höhenunterschied: 750 m

### Slalom
| Platz | Name                   | Zeit       |
| ----- | ---------------------- | ---------- |
| 01    | Jeanette Kessler (GBR) | 2:30,5 min |
| 02    | Emmy Ripper            | 2:39,8 min |
| 03    | Gerda Paumgarten       | 2:56,8 min |
| 04    | Käthe Lettner          | 2:59,2 min |
| 05    | Terry Kuhnert          | 3:15,0 min |
| 06    | Grete Weikert          | 3:20,4 min |
| 07    | Helen Blane (GBR)      | 3:23,3 min |
| 08    | Paula Wiesinger (ITA)  | 3:27,3 min |
| 09    | Grete Friedrich        | 3:27,4 min |
| 10    | Herma Szabó            | 3:29,8 min |

Datum: 25. März 1934

Ort: Schneeberg

### Kombination
| Platz | Name                   | Punkte |
| ----- | ---------------------- | ------ |
| 01    | Emmy Ripper            | 97,085 |
| 02    | Jeanette Kessler (GBR) | 92,285 |
| 03    | Gerda Paumgarten       | 91,920 |
| 04    | Käthe Lettner          | 87,055 |
| 05    | Paula Wiesinger (ITA)  | 84,045 |
| 06    | Helen Blane (GBR)      | 82,645 |
| 07    | Grete Weikert          | 80,100 |
| 08    | Terry Kuhnert          | 78,985 |
| 09    | Else Solleder          | 78,235 |
| 10    | Grete Friedrich        | 73,625 |